# Mitsuteru Watanabe
Mitsuteru Watanabe (jap. 渡辺 光輝 Watanabe Mitsuteru; ur. 10 kwietnia 1974) – japoński piłkarz występujący na pozycji obrońcy.

## Kariera klubowa
Od 1997 do 2006 roku występował w klubach Kashiwa Reysol, Gamba Osaka i Yokohama FC.